# Luigi Galvani (sous-marin, 1917)
Pour les articles homonymes, voir Luigi Galvani (homonymie) et Luigi Galvani (sous-marin).
Le Luigi Galvani est un sous-marin, de la classe Pietro Micca, en service dans la Regia Marina à la fin de la Première Guerre mondiale.
Le navire a été nommé en l'honneur de Luigi Galvani (1737-1798), un physicien, professeur d'anatomie et médecin italien.

## Caractéristiques
La classe Pietro Micca déplaçaient 862 tonnes en surface et 1 244 tonnes en immersion. Les sous-marins mesuraient 63,2 mètres de long, avaient une largeur de 6,2 mètres et un tirant d'eau de 4,26 mètres. Ils avaient une profondeur de plongée opérationnelle de 50 mètres. Leur équipage comptait 40 officiers et soldats.
Pour la navigation de surface, les sous-marins étaient propulsés par deux moteurs diesel FIAT ou Tosi de 2 600 chevaux-vapeur (cv) (1 910 kW), chacun entraînant un arbre d'hélice. En immersion, chaque hélice était entraînée par un moteur électrique de 650 chevaux-vapeur (478 kW). Ils pouvaient atteindre 14,5 nœuds (26,8 km/h) en surface et 11 nœuds (20,3 km/h) sous l'eau. En surface, la classe Pietro Micca avait une autonomie de 2 100 milles nautiques (3 890 km) à 10 noeuds (18,5 km/h); en immersion, elle avait une autonomie de 180 milles nautiques (333 km) à 3 noeuds (5,6 km/h).
Les sous-marins étaient armés de six tubes lance-torpilles de 45 centimètres, quatre à l'avant et deux à l'arrière, pour lesquels ils transportaient un total de 8 torpilles. Ils étaient également armés d'un canon de pont de 76/40 Model 1916 à l'avant de la tour de contrôle (kiosque) et un canon de pont 76/30 Model 1914 à l'arrière de la tour de contrôle pour le combat en surface.

## Construction et mise en service
Le Luigi Galvani est construit par le chantier naval de l'Arsenale militare marittimo della Spezia (Arsenal militaire maritime de La Spezia) de La Spezia en Italie, et mis sur cale le 20 septembre 1915. Il est lancé le 3 juin 1917 et est achevé et mis en service le 16 juin 1918. Il est commissionné le même jour dans la Regia Marina.

## Historique
Le 16 juin 1918, après son entrée en service, le Luigi Galvani quitte La Spezia sous le commandement du capitaine de corvette Giuseppe Battaglia - qui a suivi les épreuves de l'unité - et effectue une croisière en Méditerranée, avec des escales à Tripoli, Messine, Syracuse, Tarente, Naples et Livourne; le voyage ne s'achève qu'en mars 1919, lorsqu'il revient à La Spezia. Lors de ce voyage, le 23 novembre 1918, le commandant Battaglia est remplacé par Giuseppe Diaz.
Affecté au Ier escadron de sous-marins à La Spezia, il est affecté en 1921 au département maritime de la mer Tyrrhénienne supérieure. Il est employé à la formation des étudiants de l'Académie navale de Livourne.
Le 6 mars 1922, le commandement du sous-marin est assumé par le capitaine de corvette Raffaele De Courten, qui le garde jusqu'au 31 janvier 1924.
En 1925, le sous-marin est placé sous le contrôle du Commandement de la Division Sous-marine, restant toutefois basé à La Spezia..
Il participe aux exercices de 1925 et 1926; dans le second cas, il doit remorquer son navire-jumeau (sister ship) Torricelli à la base, qui est touché par des pannes.
En 1927, il subit d'importants travaux de modernisation, notamment au niveau du moteur, puis ila reprend ses activités d'entraînement en mer Tyrrhénienne, en effectuant de courts exercices.
Au cours de cette période, il est désarmé à plusieurs reprises, jusqu'à ce que, le 1er janvier 1938, le dernier sous-marin de sa classe, il est mis hors service, et envoyé à la démolition.